# Эм Гван Бон
Эм Гван Бон, другой вариант — Эм Гван-Бон (1922, Владимиро-Александровское, Ольгинский уезд — 1980, Ташкентская область) — звеньевой колхоза «Правда» Верхне-Чирчикского района Ташкентской области, Узбекская ССР. Герой Социалистического Труда (1951).

## Биография
Родился в 1922 году в крестьянской семье в селе Владимиро-Александровское Ольгинского уезда. В 1937 году вместе с родителями депортирован на спецпоселение в Ташкентскую область Узбекской ССР. В годы Великой Отечественной войны трудился на ГЭС канала Бозсу около Ташкента, в колхозе «Интернационал» Верхне-Чирчикского района.
С 1948 по 1952 года — звеньевой полеводческого звена колхоза «Правда» Верхне-Чирчикского района. В 1950 году полеводческое звено под руководством Эм Гван Бона собрало в среднем с каждого гектара по 107,1 центнеров зеленцового стебля кенафа на участке площадью 15,5 гектаров. Указом Президиума Верховного Совета СССР от 22 мая 1951 года удостоен звания Героя Социалистического Труда «за получение в 1950 году высоких урожаев зеленцового стебля кенафа на поливных землях при выполнении колхозами обязательных поставок и контрактации сельскохозяйственной продукции, натуроплаты за работу МТС и обеспеченности семенами всех культур для весеннего сева 1951 года» с вручением ордена Ленина и золотой медали «Серп и Молот».
В 1951 году вступил в ВКП(б). В 1956 году окончил Ташкентский сельскохозяйственный техникум и в 1961 году — Тимирязевскую сельскохозяйственную академию в Москве.
Трудился главным агрономом совхоза «Большево» Волоколамского района Московской области (1961), старшим агрономом совхоза «Заря коммунизма» Подольского района Московской области (1961—1963).
В 1963 году возвратился в Узбекистан, где до 1980 года трудился главным агрономом, агрономом колхоза «Ленинский путь» Коммунистического района Ташкентской области.
Скончался в июле 1980 года. Похоронен в посёлке Родина Коммунистического района (сегодня — Юкарычирчикский район).
Награды
- Герой Социалистического Труда
- Орден Ленина — дважды (1951, 1953)
- Орден Трудового Красного Знамени (1954)
- Медаль «За трудовую доблесть» (1971)